# Nederlandse kampioenschappen schaatsen afstanden 2020 - 500 meter mannen
De 500 meter mannen op de Nederlandse kampioenschappen schaatsen afstanden 2020 werd op vrijdag 26 december 2019 in ijsstadion Thialf te Heerenveen verreden, waarbij 22 deelnemers startten.

## Uitslag
| #      | Schaatser             | Tijd  |
| ------ | --------------------- | ----- |
| Goud   | Dai Dai Ntab          | 34,37 |
| Zilver | Jan Smeekens          | 34,81 |
| Brons  | Kai Verbij            | 34,87 |
| 4      | Hein Otterspeer       | 34,91 |
| 5      | Jesper Hospes         | 35,12 |
| 6      | Thomas Krol           | 35,17 |
| 7      | Lennart Velema        | 35,23 |
| 8      | Gijs Esders           | 35,25 |
| 9      | Michel Mulder         | 35,27 |
| 10     | Tijmen Snel           | 35,35 |
| 11     | Ronald Mulder         | 35,38 |
| 12     | Aron Romeijn          | 35,51 |
| 13     | Thomas Geerdinck      | 35,57 |
| 14     | Janno Botman          | 35,58 |
| 15     | Merijn Scheperkamp    | 35,68 |
| 16     | Gerben Jorritsma      | 35,70 |
| 17     | Tom Kant              | 35,82 |
| 18     | Sebas Diniz           | 35,90 |
| 19     | Joost van Dobbenburgh | 35,95 |
| 20     | Mika van Essen        | 36,12 |
| 21     | Jarle Gerrits         | 36,14 |
| 22     | Thijs Govers          | 36,30 |

Uitslag op 
1987 · 
1988 · 
1989 · 
1990 · 
1991 · 
1992 · 
1993 · 
1994 · 
1995 · 
1996 · 
1997 · 
1998 · 
1999 · 
2000 · 
2001 · 
2002 · 
2003 · 
2004 · 
2005 · 
2006 · 
2007 · 
2008 · 
2009 · 
2010 · 
2011 · 
2012 · 
2013 · 
2014 · 
2015 · 
2016 · 
2017 · 
2018 · 
2019 · 
2020 · 
2021 · 
2022 · 
2023 ·
2024 · 
2025